# Borisz Vlagyimirovics Morukov
Borisz Vlagyimirovics Morukov (oroszul: Борис Владимирович Моруков) (Moszkva, 1950. október 1. – 2015. január 1.) orosz orvos, tudós, űrhajós.

## Életpálya
1973-ban a Moszkvai Orvosi Intézetben (MOLGMI) szerzett orvosi diplomát. 1973-1975 között az Institute of Biomedical (légi és haditengerészeti ) laboratóriumának vezetője. 1979-ben megvédte doktori oklevelét (Ph.D.). 1978-1984 között az Orvosbiológiai Problémák Intézetének Központja (IBMP) kutatója. Részt vett a Szaljut–6 űrállomáson szolgálatot teljesítő űrhajósok klinikai és élettani tudományos programjában. 1979-1980 között az MCC program (speciális orvostudomány a világűrben tevékenykedő űrhajósok egészségének védelmében) társ vezetője. 1984-től az IBMP tudományos főmunkatársa. 1989. október 1-től az IBMP tanszékvezetője. Szakmai felkészültsége széleskörűen átfogja az űrhajósok egészségének vizsgálatát (kardiológia, gasztroenterológia, lézeres stapedotomia, fogászat, szemészet, szív-tüdő újraélesztés, sürgősségi orvosi ellátás, endokrinológia és a hematológia). Négy találmánnyal rendelkezik.
1989. január 25-től a Jurij Gagarin Űrhajóskiképző Központban részesült űrhajóskiképzésben. 1993-ban a Mir 15-17 űrszolgálatoknál az orvosi és a tudományos programok felelős vezetője. 1995-1998 között a közös amerikai–orosz orvosi kísérleteknél – az STS–60, a Mir 18/STS–71 és minden más Orosz Szövetségi Űrügynökség–NASA Project Missions – az emberi élet tudományos kísérletek orosz koordinátora. A Lyndon B. Johnson Űrközpontban 1998 augusztusától 1999. január 10-ig részesült kiképzésben. Egy űrszolgálata alatt összesen 11 napot, 19 órát, 10 percet és 57 másodpercet töltött a világűrben. Űrhajós pályafutását 2007. november 13-án fejezte be. 2010-től az IMBP igazgatóhelyettese, az Orosz Tudományos Akadémia "Mars 500" program vezetője. 2012-től az űrhajósok pályázati bizottságának tagja.

## Írások
Több mint száz tudományos közlemény, konferenciaanyag szerzője.

## Űrrepülések
STS–106 az Atlantis űrrepülőgép 22. repülésének küldetésfelelőse. A Nemzetközi Űrállomás-re logisztikai alapellátásként 6600 font árut (élelmiszer, víz, akkumulátorok, hálózati átalakítók, WC, futópad) szállított. Az automatikusan dokkoló Progressz M1–3 rakományát kipakolták, a felesleges anyagokat, a szemetet bepakolták. Űrséták alatt (kutatás, szerelés) elvégezték az előírt programokat. Első űrszolgálata alatt összesen 11 napot, 19 órát, 10 percet és 57 másodpercet töltött a világűrben. 7 900 000 kilométert (4 900 000 mérföldet) repült, 185 alkalommal kerülte meg a Földet.